# São Romão de Neiva
São Romão de Neiva es una freguesia portuguesa del concelho de Viana do Castelo, con 6,57 km² de superficie y 1.267 habitantes (2001). Su densidad de población es de 192,8 hab/km². Hasta 2011 se llamaba solamente Neiva.